# Šimanto (řeka)
Šimanto (japonsky 四万十川, Šimantogawa) je řeka protékající prefekturou Kóči na ostrově Šikoku v Japonsku. Je 196 km dlouhá s rozlohou povodí 2 186 km2.
Řeka se též nazývá "poslední čistý pramen Japonska", protože se nachází daleko od měst a nepřehrazují ji žádné hráze. Díky tomu se řadí mezi "Tři volně proudící řeky Japonska" spolu s řekami Nagara v prefektuře Gifu a Kakita v prefektuře Šizuoka.
Přes řeku a její přítoky je postaveno 47 činkabaši (沈下橋, nízkovodní most), o kterých bylo rozhodnuto zachovat je jako kulturní památku. Podél pobřeží řeky se vyskytuje rybolov a produkce řas nori.